# Heinrich Kauffmann
Heinrich August Theodor (von) Kauffmann (Rendsborg, Schleswig, 13 de abril de 1819 - Grimmerhus, Middelfart, 17 de junio de 1905) fue un oficial danés, hermano de Wilhelm Kauffmann y padre de Axel y Aage von Kauffmann .

## Biografía
Era hijo del teniente primero, más tarde teniente coronel Nicolaus Gustav Hermann von Kauffmann (1792-1850) y Marie Sophie Frederikke Falkenberg (1797-1877). En su casa se hablaba alemán, pero Kauffmann también aprendió danés desde niño.
Kaufmann se convirtió en segundo teniente de artillería en 1840, primer teniente en 1842, pasó por el Departamento de Estado Mayor de 1842 a 1844 y se convirtió en capitán del Estado Mayor General en 1848.

### Guerra de los Tres Años
Ese mismo año fue nombrado jefe del Estado Mayor del mando de Als y participó en las batallas de Nybøl y Dybbøl . En 1849 fue comandante adjunto del cuerpo de flanco y participó en las batallas de Adsbøl, Ullerup y Dybbøl; En este último caso, él y el teniente Sigismund von Rosen capturaron dos cañones a los sajones. Este fue el comienzo de una amistad que duró hasta la temprana muerte de Rosen. Luego se convirtió en comandante adjunto del alto mando y estuvo presente en Kolding, Gudsø y Fredericia, después de lo cual fue nombrado mayor, mientras que en 1850 también estuvo presente como comandante adjunto en Isted y en Frederiksstad.

### Guerra de los Ducados
Después de la guerra, Kaufmann se convirtió en jefe de Estado Mayor en el comando general en Schleswig, ascendió en 1854 a teniente coronel y jefe del departamento táctico del Estado Mayor, pero al año siguiente fue nombrado gobernador del condado de Kiel, Bordesholm y Cronshagen, curador de su universidad y chambelán, mientras que en 1857 fue elegido miembro del Rigsdagen. En 1860 renunció a estos cargos y pasó a ser plenipotenciario militar en Fráncfort y coronel del Estado Mayor. En diciembre de 1863 fue designado jefe del Estado Mayor del General de Meza y después de la fuga de Danevirke pasó a ser comandante de la 2.ª Brigada de Infantería, con la que participó en la defensa de Dybbøl y en la batalla de Als.

## Trabajos posteriores
Luego tomó el mando de la 1ª División y fue utilizado como negociador con el cuartel general enemigo y más tarde como plenipotenciario en las negociaciones de paz en Viena. Posteriormente pasó a ser jefe interino del Estado Mayor y, en 1865, mayor general y ayudante general del gobierno nacional, así como jefe del Estado Mayor ayudante del rey. Como opositor a la Ley del Ejército de 1867, Kauffmann recibió su dimisión ese mismo año, siendo nombrado caballero con la Gran Cruz de Dannebrog y colocado à la suite. En 1886 fue ascendido a teniente general.
Kauffmann escribió unas memorias muy detalladas, utilizadas en parte por Daniel Bruun en Halvthundredaars Mindeblade (cuyos extensos extractos se encuentran ahora en el 3er Departamento de los Archivos Nacionales, los Archivos de Defensa).
Está enterrado en Middelfart.

## Honores y puestos de confianza
Kauffmann fue nombrado Caballero de la Orden de Dannebrog en 1848, Dannebrogsman en 1850, Comendador en 1860 y Gran Cruz el 7 de septiembre de 1867. En 1855 se convirtió en chambelán.
El 26 de mayo de 1903, él y sus descendientes fueron reconocidos como pertenecientes a la nobleza danesa .
El 8 de abril de 1888 fue nombrado Maestro de Ceremonias del Capítulo de la Orden . Posteriormente se convirtió en presidente del consejo de administración de la compañía de seguros de vida Hafnia y presidente del comité de control de la compañía de seguros Skjold. Desde 1886 hasta 1896, cuando se retiró de sus cargos, fue presidente de la Asociación de Defensa de la Diócesis de Zelanda.

## Distinciones
- Gran Cruz de la Orden de Dannebrog ( Dinamarca, 7 de septiembre de 1867).
- Comendador de la Orden de Dannebrog ( Dinamarca, 1860).
- Caballero de 1.ª clase de la Orden de Dannebrog ( Dinamarca, 1850).
- Caballero de la Orden de Dannebrog ( Dinamarca, 1848).